# Arve River
Arve River är ett vattendrag i Australien. Det ligger i delstaten Tasmanien, i den sydöstra delen av landet, omkring 46 kilometer sydväst om delstatshuvudstaden Hobart.
I omgivningarna runt Arve River växer i huvudsak städsegrön lövskog. Runt Arve River är det mycket glesbefolkat, med 2 invånare per kvadratkilometer. Genomsnittlig årsnederbörd är 1 496 millimeter. Den regnigaste månaden är juli, med i genomsnitt 181 mm nederbörd, och den torraste är februari, med 68 mm nederbörd.